# 「日の丸・君が代」強制反対ホットライン大阪
「日の丸・君が代」強制反対ホットライン大阪（ひのまる・きみがよきょうせいはんたいホットラインおおさか）は、日本で開催される入学式や卒業式などといった式典において、君が代斉唱時に起立しないなどといった参加者の権利を守ることを目的とした大阪市中央区に本部事務局を置く団体。起立しなかった子供が校長、教頭、来賓などに怒鳴りつけられるという「国旗及び国歌に関する法律（国旗国歌法）」制定時の政府見解が守られていない現状を改善させるために2000年に始まった。呼びかけ人には複数の弁護士、宗教家が含まれている。

## 呼びかけ人
- 池田直樹
- 井上二郎
- 空野佳弘
- 武村二三夫
- 菱木政晴
- 松浦悟郎